# Zenon Konopka
Zenon Konopka (né le 2 janvier 1981 à Niagara-on-the-Lake, dans la province de l'Ontario au Canada) est un joueur professionnel de hockey sur glace évoluant à la position de centre.

## Carrière
Joueur jamais retenu lors d'un repêchage de la Ligue nationale de hockey, Konopka évolue durant quatre saisons avec les 67 d'Ottawa de la Ligue de hockey de l'Ontario avant de devenir joueur professionnel en 2002-2003, il rejoint alors les Penguins de Wilkes-Barre/Scranton de la Ligue américaine de hockey pour quatre rencontres, puis s'aligne pour le reste de la saison avec les Nailers de Wheeling de l'ECHL.
Rejoignant en tant qu'agent libre à l'été 2003 les Grizzlies de l'Utah de la LAH, il partage la saison suivante entre ces derniers et les Steelheads de l'Idaho de l'ECHL. Au terme de cette saison il s'engage avec les Mighty Ducks d'Anaheim et après une saison avec leur club affilié de Cincinnati, il fait ses débuts en LNH.
Voyant les Ducks le reléguer à nouveau aux ligues mineures, il décide de rejoindre à l'été 2006 le Lada Togliatti de la Superliga en Russie avec qui il dispute quatre rencontres. Au terme de ces quatre rencontres, il retourne en Amérique du Nord avec l'organisation des Ducks. Le 26 janvier 2007, il est impliqué dans une transaction qui l'envoie aux Blue Jackets de Columbus.
Après une saison supplémentaire avec Columbus, il signe comme agent libre avec le Lightning de Tampa Bay avec lequel il passe deux saisons, disputant cette dernière en entier dans la LNH et ce, pour la première fois de sa carrière. Retrouvant son autonomie à l'été 2010, il signe avec les Islanders de New York.
Après avoir joué la saison 2011-2012 avec les Sénateurs d'Ottawa, il signe pour deux saisons avec le Wild du Minnesota en juillet 2012. Après avoir passé une saison et demie avec l'équipe, il est réclamé au ballotage par les Sabres de Buffalo le 3 janvier 2014.

## Statistiques en club
| Saison     | Équipe                     | Ligue      |     | Saison régulière | Saison régulière | Saison régulière | Saison régulière | Saison régulière |    | Séries éliminatoires | Séries éliminatoires | Séries éliminatoires | Séries éliminatoires | Séries éliminatoires |
| Saison     | Équipe                     | Ligue      | PJ  | B                | A                | Pts              | Pun              | PJ               | B  | A                    | Pts                  | Pun                  |                      |                      |
| 1998-1999  | 67 d'Ottawa                | LHO        | 56  | 7                | 8                | 15               | 62               | 7                | 0  | 0                    | 0                    | 2                    |                      |                      |
| 1999-2000  | 67 d'Ottawa                | LHO        | 59  | 8                | 11               | 19               | 107              | 11               | 1  | 2                    | 3                    | 8                    |                      |                      |
| 2000-2001  | 67 d'Ottawa                | LHO        | 66  | 20               | 45               | 65               | 120              | 20               | 7  | 13                   | 20                   | 47                   |                      |                      |
| 2001-2002  | 67 d'Ottawa                | LHO        | 61  | 18               | 68               | 86               | 100              | 13               | 8  | 6                    | 14                   | 49                   |                      |                      |
| 2002-2003  | Penguins de WB/S           | LAH        | 4   | 0                | 1                | 1                | 9                | -                | -  | -                    | -                    | -                    |                      |                      |
| 2002-2003  | Nailers de Wheeling        | ECHL       | 68  | 22               | 48               | 70               | 231              | -                | -  | -                    | -                    | -                    |                      |                      |
| 2003-2004  | Grizzlies de l'Utah        | LAH        | 43  | 7                | 4                | 11               | 198              | -                | -  | -                    | -                    | -                    |                      |                      |
| 2003-2004  | Steelheads de l'Idaho      | ECHL       | 23  | 6                | 22               | 28               | 82               | 17               | 9  | 8                    | 17                   | 30                   |                      |                      |
| 2004-2005  | Mighty Ducks de Cincinnati | LAH        | 75  | 17               | 29               | 46               | 212              | 12               | 3  | 3                    | 6                    | 26                   |                      |                      |
| 2005-2006  | Mighty Ducks d'Anaheim     | LNH        | 23  | 4                | 3                | 7                | 48               | -                | -  | -                    | -                    | -                    |                      |                      |
| 2005-2006  | Pirates de Portland        | LAH        | 34  | 18               | 26               | 44               | 57               | 19               | 11 | 18                   | 29                   | 46                   |                      |                      |
| 2006-2007  | Lada Togliatti             | Superliga  | 4   | 0                | 0                | 0                | 8                | -                | -  | -                    | -                    | -                    |                      |                      |
| 2006-2007  | Pirates de Portland        | LAH        | 42  | 11               | 24               | 35               | 97               | -                | -  | -                    | -                    | -                    |                      |                      |
| 2006-2007  | Blue Jackets de Columbus   | LNH        | 6   | 0                | 0                | 0                | 20               | -                | -  | -                    | -                    | -                    |                      |                      |
| 2006-2007  | Crunch de Syracuse         | LAH        | 20  | 9                | 11               | 20               | 70               | -                | -  | -                    | -                    | -                    |                      |                      |
| 2007-2008  | Crunch de Syracuse         | LAH        | 62  | 24               | 31               | 55               | 194              | 13               | 3  | 7                    | 10                   | 42                   |                      |                      |
| 2007-2008  | Blue Jackets de Columbus   | LNH        | 3   | 0                | 0                | 0                | 15               | -                | -  | -                    | -                    | -                    |                      |                      |
| 2008-2009  | Admirals de Norfolk        | LAH        | 70  | 17               | 40               | 57               | 186              | -                | -  | -                    | -                    | -                    |                      |                      |
| 2008-2009  | Lightning de Tampa Bay     | LNH        | 7   | 0                | 1                | 1                | 29               | -                | -  | -                    | -                    | -                    |                      |                      |
| 2009-2010  | Lightning de Tampa Bay     | LNH        | 74  | 2                | 3                | 5                | 265              | -                | -  | -                    | -                    | -                    |                      |                      |
| 2010-2011  | Islanders de New York      | LNH        | 82  | 2                | 7                | 9                | 307              | -                | -  | -                    | -                    | -                    |                      |                      |
| 2011-2012  | Sénateurs d'Ottawa         | LNH        | 55  | 3                | 2                | 5                | 193              | 6                | 0  | 2                    | 2                    | 2                    |                      |                      |
| 2012-2013  | Wild du Minnesota          | LNH        | 37  | 0                | 0                | 0                | 117              | 2                | 0  | 0                    | 0                    | 0                    |                      |                      |
| 2013-2014  | Wild du Minnesota          | LNH        | 36  | 1                | 1                | 2                | 55               | -                | -  | -                    | -                    | -                    |                      |                      |
| 2013-2014  | Sabres de Buffalo          | LNH        | 23  | 0                | 1                | 1                | 33               | -                | -  | -                    | -                    | -                    |                      |                      |
| 2014-2015  | KH Sanok                   | PHL        | 3   | 1                | 0                | 1                | 4                | 8                | 2  | 0                    | 2                    | 35                   |                      |                      |
| Totaux LNH | Totaux LNH                 | Totaux LNH | 346 | 12               | 18               | 30               | 1 082            | 8                | 0  | 2                    | 2                    | 2                    |                      |                      |

## Honneurs et trophées
- Nommé dans l'équipe d'étoiles des recrues de l'ECHL en 2003.

## Transactions en carrière
- 10 septembre 2003 : signe à titre d'agent libre avec les Grizzlies de l'Utah de la LAH.
- 1er septembre 2004 : signe à titre d'agent libre avec les Mighty Ducks d'Anaheim.
- 26 juillet 2006 : signe à titre d'agent libre avec le Lada Togliatti de la Superliga en Russie.
- 26 janvier 2007 : échangé par les Mighty Ducks avec Curtis Glencross et le choix de septième ronde des Ducks au repêchage de 2007 (les Blue Jackets sélectionnent avec ce choix Trent Vogelhuber) aux Blue Jackets de Columbus en retour de Mark Hartigan, Joe Motzko et leur choix de quatrième ronde au repêchage de 2007 (les Ducks sélectionnent avec ce choix Sebastian Stefaniszin).
- 10 juillet 2008 : signe à titre d'agent libre avec le Lightning de Tampa Bay.
- 2 juillet 2010 : signe à titre d'agent libre avec les Islanders de New York.
- 5 juillet 2011 : signe à titre d'agent libre avec les Sénateurs d'Ottawa.
- 1er juillet 2012 : signe à titre d'agent libre avec le Wild du Minnesota.
- 3 janvier 2014 : réclamé au ballotage par les Sabres de Buffalo.